# CZ Eden Bulovka
CZ Eden Bulovka je dobrovolný svazek obcí v okresu Liberec, jeho sídlem je Frýdlant a jeho cílem je vzájemná spolupráce a koordinace činností v oblasti rozvoje regionu. Sdružuje celkem 3 obce a byl založen v roce 1999.

## Obce sdružené v mikroregionu
- Bulovka
- Pertoltice
- Habartice